# هیوندای لاویتا
هیوندایی لاویتا (Hyundai Lavita) خودرویی است که از سال ۲۰۰۱—کنون در کره جنوبی، ایزمیت، ترکیه، ترکیه و مالزی تولید شده‌است. طول آن در حالت طبیعی ۴٬۰۲۵ میلیمتر (۱۵۸٫۵ اینچ)، عرض آن در حالت طبیعی ۱٬۷۴۰ میلیمتر (۶۸٫۵ اینچ) و ارتفاع آن در حالت طبیعی ۱٬۶۸۵ میلیمتر (۶۶٫۳ اینچ) است.

## نگارخانه

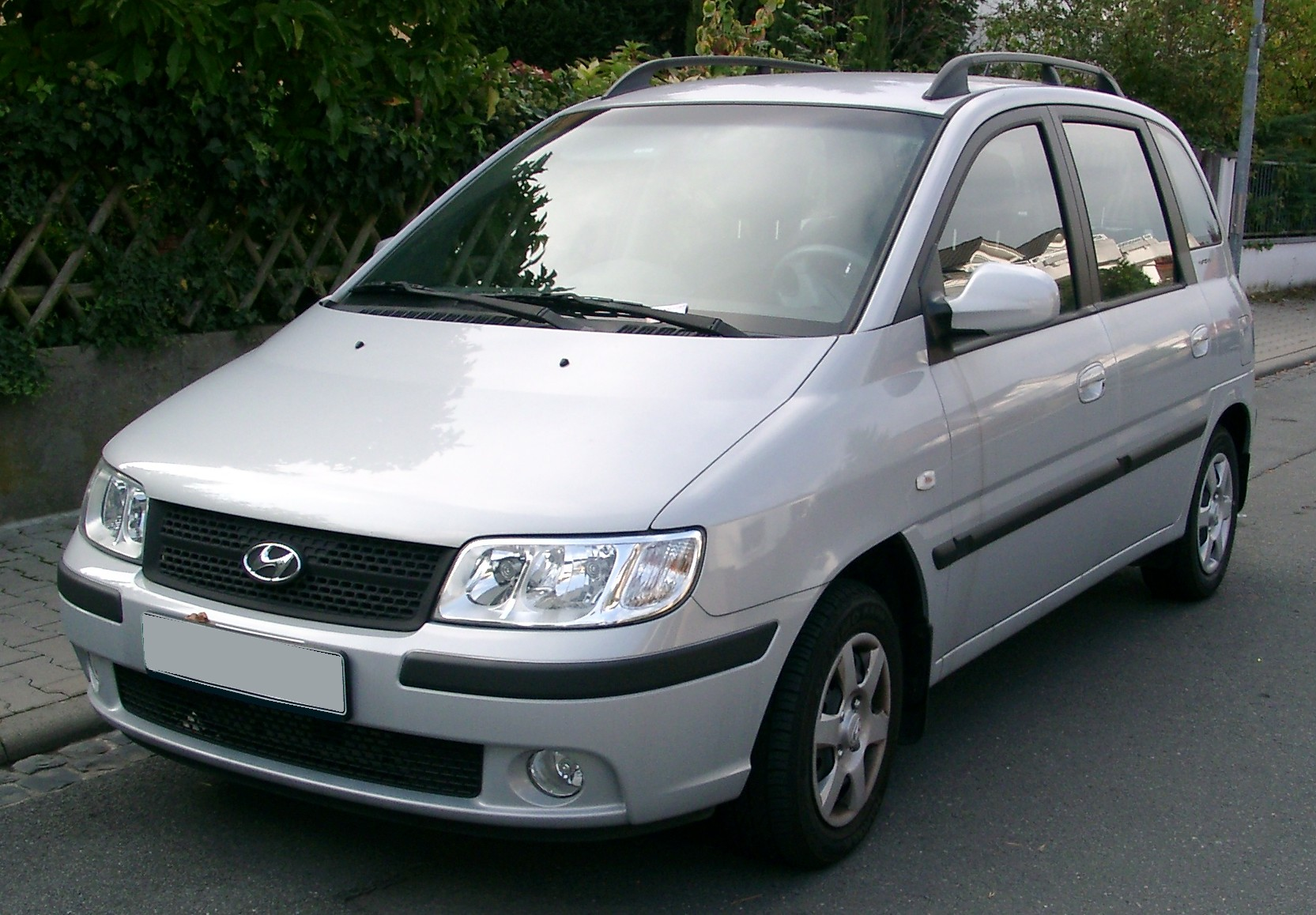
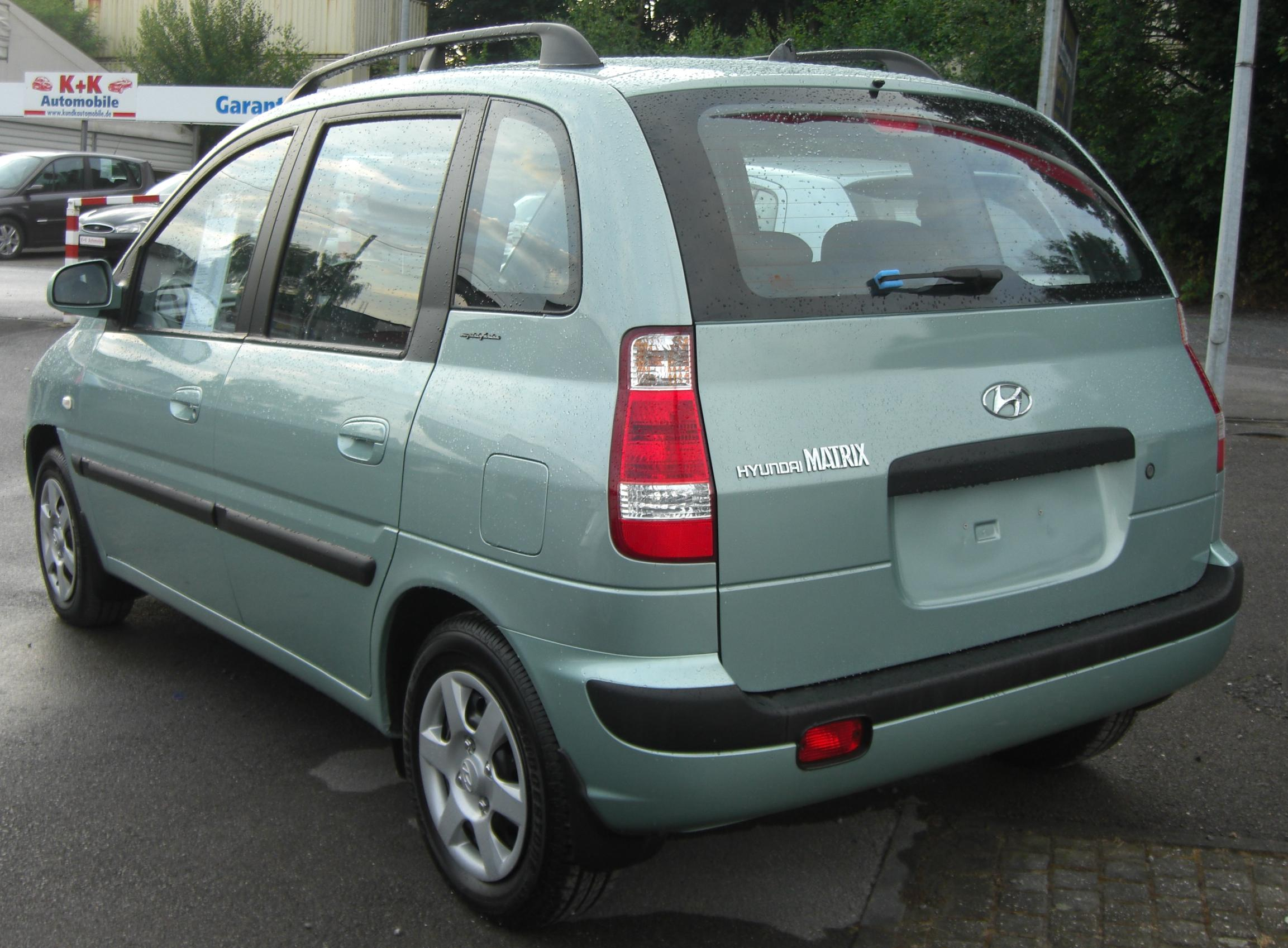
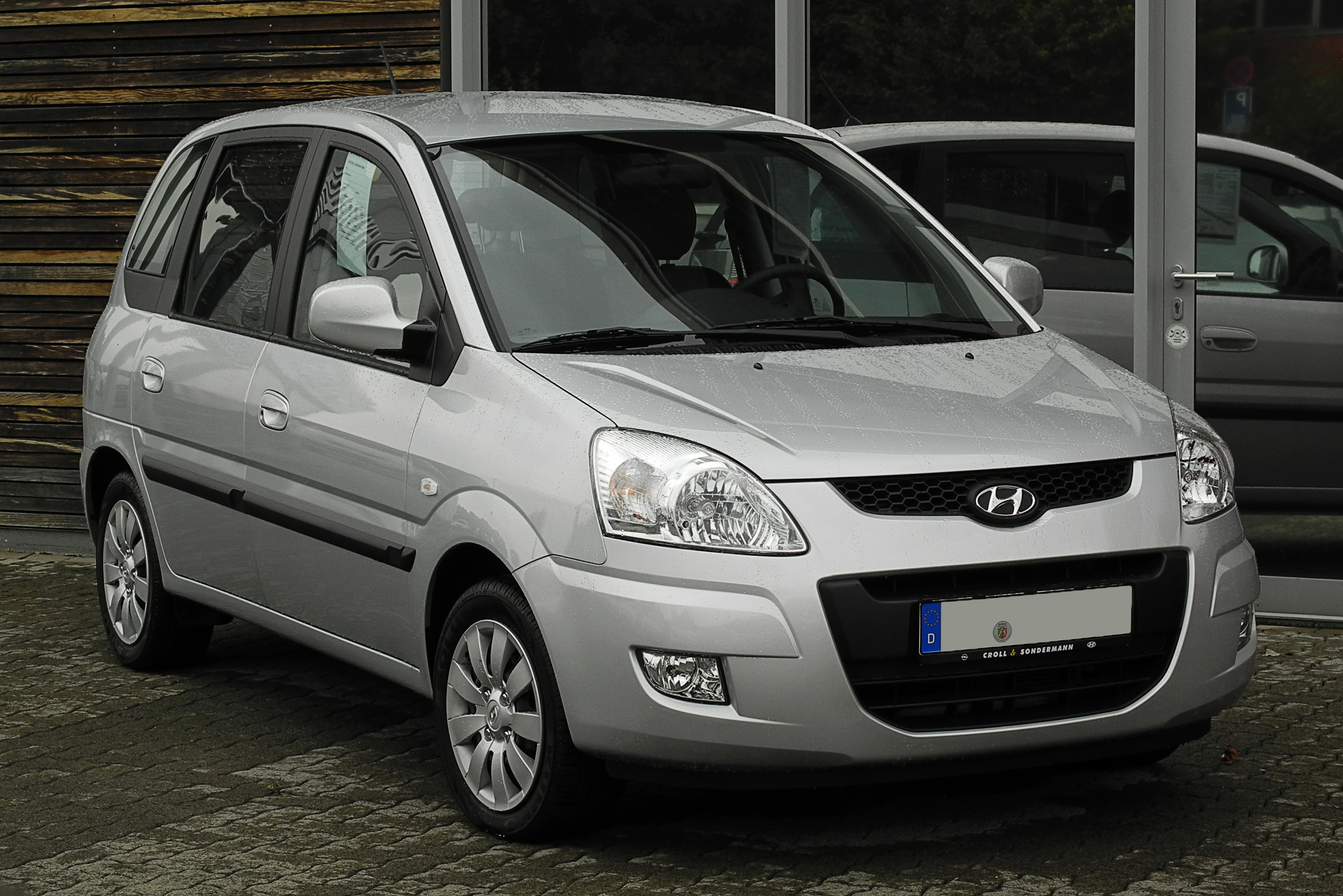
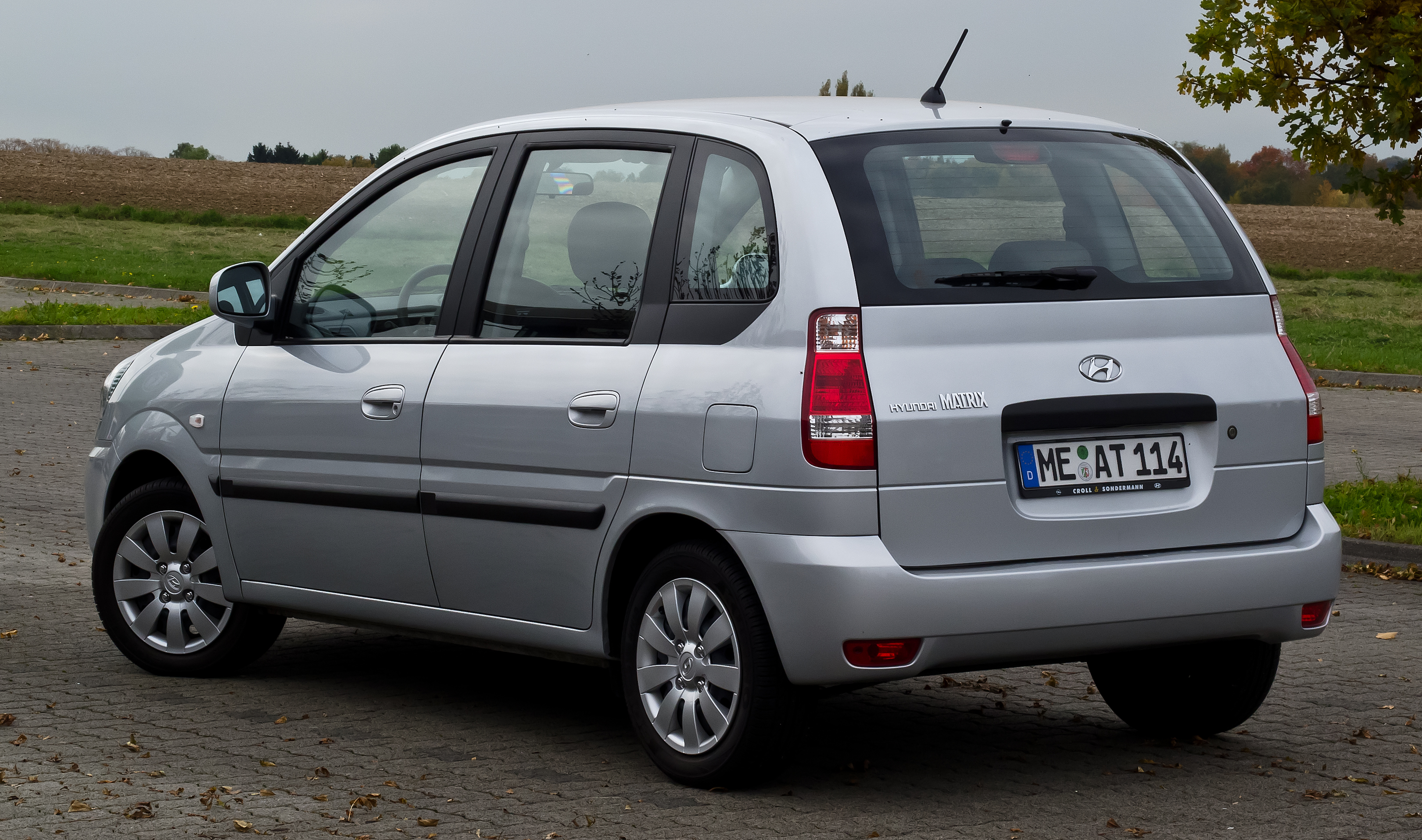